# Proto-dynastieke Periode
De proto-dynastieke periode, ook wel Naqada III, Semainian of Dynastie 0 genoemd, is de laatste fase van de Naqadacultuur van prehistorisch Egypte (vroege bronstijd, 3200-3000 v.Chr.).
Het is de periode waarin het proces van staatsvorming, dat al was begonnen tijdens Naqada II, steeds duidelijker zichtbaar wordt. De namen van koningen zijn bekend van serechs op graftombes, aardewerk en andere objecten. Ondanks de vaak gebruikte naam "dynastie 0" waren deze heersers waarschijnlijk geen deel van dynastieën. 
De periode werd gekenmerkt door een proces van politieke eenwording, uiteindelijk leidend tot de eenwording van Egypte en het begin van de vroeg-dynastieke periode. De mogelijk al eerder begonnen staatsvorming zette zich voort, resulterend in verscheidene kleine stadstaten langs de Nijl. Een verscheidene eeuwen durend proces van veroveringen leidde tot het ontstaan van drie belangrijke staten in Opper-Egypte: Thinis, Naqada en Nechen. Het tussen Thinis en Nechen gelegen Naqada werd als eerste door Thinis veroverd, dat daarna Neder-Egypte veroverde. Nechen is daarna mogelijk op vreedzame wijze samengegaan met Thinis, waarmee de koningen van Thinis over geheel Egypte heersten. Ze werden begraven in de Umm el-Qaab-begraafplaats bij Abydos.
De meeste egyptologen beschouwen Narmer zowel als de laatste koning van deze periode en de eerste van de 1e dynastie. Hij werd als koning van Thinis voorafgegaan door Hor Iry, Hor Ka en mogelijk Schorpioen I en Schorpioen II.
Het is ook de tijd dat de Egyptische taal voor het eerst opgeschreven wordt in hiërogliefen. Er is sterk archeologisch bewijs van Egyptische nederzettingen in het zuiden van Kanaän tijdens deze periode, mogelijk koloniën of handelsplaatsen.
Belangrijke uitvindingen tijdens deze periode waren:
- De eerste hiërogliefen
- De eerste grafische uitbeeldingen van historische gebeurtenissen op schminkpaletten
- Het eerste gebruik van serechs
- De eerste echte koninklijke begraafplaatsen
- Mogelijk het gebruik van irrigatie
- Het gebruik van het zeil, waarschijnlijk onafhankelijk van de eerdere uitvinding in de Perzische Golf 2000 jaar eerder

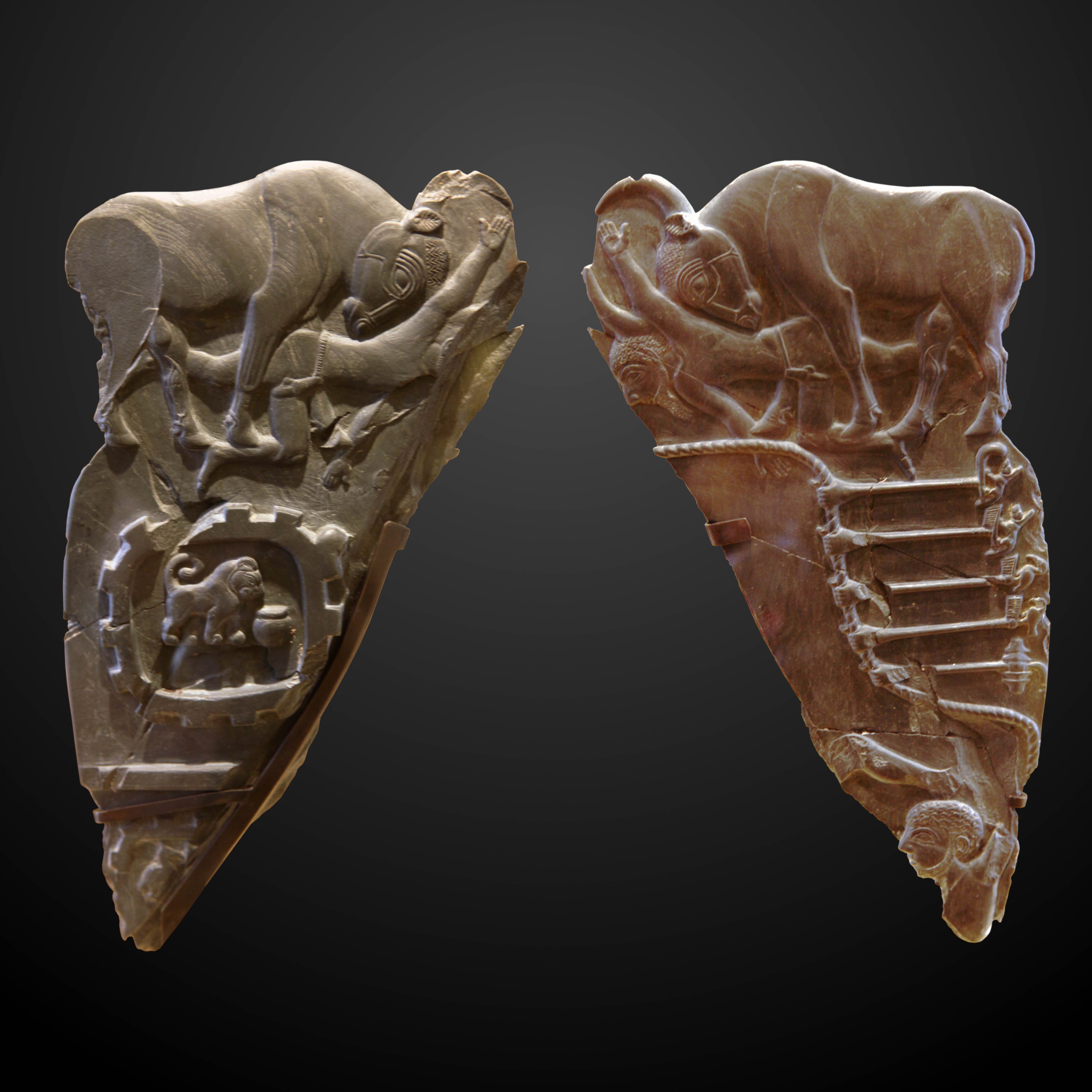
Stierpalet: de koning in de gedaante van een stier onderwerpt een vijand
(3300-3100 v. Chr.), Louvre